# 近鉄四日市駅
近鉄四日市駅（きんてつよっかいちえき）は、三重県四日市市安島一丁目にある、近畿日本鉄道（近鉄）の駅である。
本項目では、四日市あすなろう鉄道のあすなろう四日市駅（あすなろうよっかいちえき）についても述べる。

## 概要
三重県最多人口の都市である四日市市の中心駅であり、乗降客数も県内最大である。 駅ビル（四日市近鉄ビル）の近鉄百貨店四日市店（近鉄四日市）は百貨店としては県内最大の売上高を誇る。また、近鉄四日市前ふれあいモールではシャッター街が目立つ四日市の商店街とは裏腹に四日市の中心部として賑わっている。 
当駅東方約1.1km地点に東海旅客鉄道（JR東海）の四日市駅が存在するも当駅の方が10倍程度乗降客が多く、地元において単に「四日市駅」と言った場合、当駅を指す。対して四日市駅は「JR四日市駅」と呼ばれる。

### 利用可能な鉄道路線
- 近畿日本鉄道
  - 名古屋線 - 駅番号はE21
  - 湯の山線 - 駅番号はK21
- 四日市あすなろう鉄道
  - 内部線

近鉄湯の山線・四日市あすなろう鉄道内部線は当駅が起点である。かつては内部線も近鉄の路線だったが、2015年（平成27年）4月1日に四日市あすなろう鉄道へ移管されたのに伴い駅も分離され「あすなろう四日市駅」に改称された。

## 歴史

### 開業前
1890年（明治23年）、市街地東縁に関西鉄道（現・関西本線）の四日市駅が開業した。それまでは宿場町として現在の北町、中部を中心とする旧東海道沿いが街の中心部であったが、鉄道の開業により次第に駅と諏訪神社を結ぶ地域である現在の新町、沖の島町が街の中心として発展していく。

### 諏訪駅

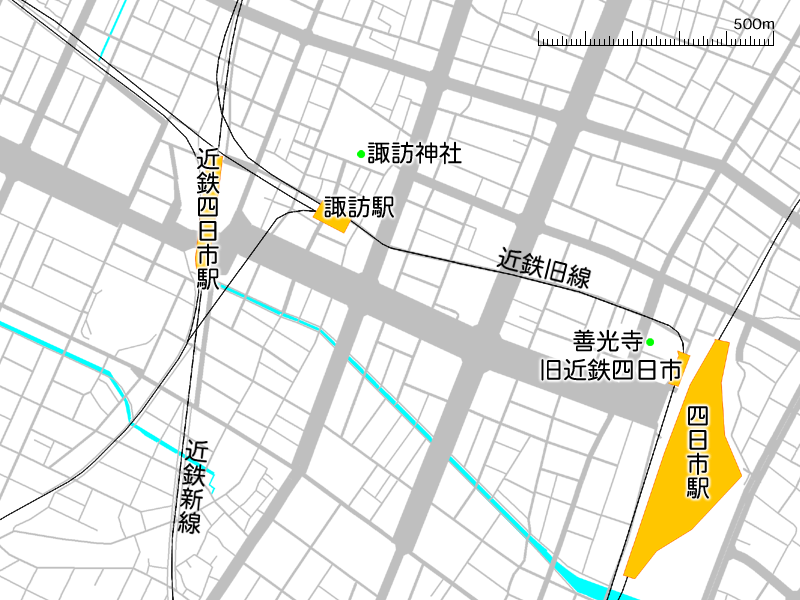
近鉄路線変更前後の四日市駅付近

1913年（大正2年）、諏訪神社から現在の国道1号線を挟んだ南に三重軌道（のちに三重鉄道→三重交通→近鉄を経て、現在の四日市あすなろう鉄道内部八王子線）が諏訪前駅（後に諏訪駅に統合）を設け、続いて同年四日市鉄道（現・近鉄湯の山線）も旧東海道付近に諏訪駅を開業、その後両路線は延伸し1916年（大正5年）、当時の繁華街に近い現在のハローワーク四日市付近に合同駅が開業する。
1922年（大正13年）に伊勢電気鉄道（後の近鉄名古屋線）津 - 四日市間が開業、関西鉄道と平行する形で現在のJR四日市駅前へ乗り入れる。その後、伊勢電気鉄道は桑名への延伸を画策するが当時の市街地を貫く線形での敷設を断念、先行して諏訪駅を経由し四日市駅まで開業していた三重鉄道（旧三重軌道・内部八王子線）および四日市鉄道（湯の山線）の路線を利用して市街地を迂回するルートを採った。1928年（昭和3年）までに三重鉄道および四日市鉄道は両線の四日市 - 諏訪間を廃止し、伊勢電気鉄道に線路敷を譲った。1929年（昭和4年）伊勢電気鉄道は諏訪駅を経由し桑名へ延伸開業、同時に諏訪駅は三重鉄道、四日市鉄道も乗入れるターミナル駅となり四日市市における鉄道網ができあがった。
桑名延伸当時の伊勢電気鉄道の線形は、名古屋方面からの線路が現在の近鉄四日市駅北方500メートル付近からカーブを描いてほぼ直角に曲がり、（天理教カーブ）そのまま東に進み、四日市駅前でまたほぼ直角にカーブして（善光寺カーブ）、南に方向転換していた。なお南側は、現在は関西本線と近鉄名古屋線が立体交差しているあたりで、現在の路線に合流していた。
諏訪駅の周りには商店街が形成され、岡田屋呉服店など多くの店舗や劇場などが立ち並ぶ繁華街となった。しかし、諏訪駅前後の急曲線は速度向上や車両大型化に支障をきたし、近鉄名古屋線最大の線形上のネックであった。また諏訪駅は市の中心駅にしては規模が小さく、駅舎の老朽化もあったため、 名古屋線の改軌前の1956年（昭和31年）に名古屋線の大幅なルート変更により線形を改良、駅を現在地へ移転し名称も近畿日本四日市駅に変更された。これを契機に、前述の岡田屋も店舗を近畿日本四日市駅前に移転している。
線形変更の結果、近鉄名古屋線と関西本線は四日市では接続しなくなった。一方、戦時統合で八王子線と湯の山線を承継した三重交通（当時）も近畿日本四日市駅を起点としたため、1927年以前のように国鉄四日市駅を起点とする路線の復活は行われなかった。

### 年表
- 1913年（大正2年）
  - 5月16日：三重軌道（現・四日市あすなろう鉄道内部線）諏訪前 - 南浜田間開通時に同線の諏訪前駅開業[1]。
  - 9月24日：四日市鉄道（現・近鉄湯の山線）諏訪 - 川島村（現・伊勢川島）間開通時に同線の諏訪駅として開業。
- 1915年（大正4年）12月25日：三重軌道諏訪前 - 四日市市間が延伸開業。諏訪前駅は中間駅となる。
- 1916年（大正5年）
  - 3月3日：四日市鉄道当駅 - 四日市（後に四日市市）間が延伸開業。中間駅となる。
  - 7月19日：三重軌道の路線が三重鉄道に移管される。
- 1927年（昭和2年）11月29日：四日市鉄道の諏訪 - 四日市市間が廃止。
- 1928年（昭和3年）1月29日：三重鉄道の四日市市 - 諏訪前間が廃止。諏訪前駅を廃止し四日市鉄道諏訪駅に統合。
- 1929年（昭和4年）1月30日：伊勢電気鉄道（現・近鉄名古屋線）の桑名 - 四日市間延伸時に同線の諏訪駅が開業。
- 1931年（昭和6年）3月1日：三重鉄道が四日市鉄道を合併。諏訪駅は伊勢電気鉄道と三重鉄道の駅となる。
- 1936年（昭和11年）9月15日：参宮急行電鉄が伊勢電気鉄道を合併[2]、伊勢電の諏訪駅と四日市駅が参宮急行電鉄名古屋伊勢本線の駅となる[3]。
- 1941年（昭和16年）3月15日：大阪電気軌道が参宮急行電鉄を合併、関西急行鉄道と三重鉄道の駅となる[2]。また路線名が名古屋伊勢本線から名古屋線に変更された[3]。
- 1944年（昭和19年）
  - 2月11日：会社合併により三重鉄道諏訪駅が三重交通の駅となる。
  - 6月1日：関西急行鉄道と南海鉄道が合併して近畿日本鉄道が成立。関西急行鉄道の諏訪駅と四日市駅が近畿日本鉄道の駅となる。
- 1956年（昭和31年）9月23日：近鉄名古屋線の海山道 - 川原町間経路変更に伴い、近畿日本鉄道と三重交通の諏訪駅を現在地に移転して、近畿日本四日市駅に改称[4]。
- 1964年（昭和39年）
  - 2月1日：三重交通の鉄道事業が三重電気鉄道として分社され、近畿日本鉄道と三重電気鉄道の駅となる。
  - 3月1日：湯の山線の改軌に伴い、同線と内部線が分断[5]。
- 1965年（昭和40年）4月1日：近畿日本鉄道が三重電気鉄道を合併。近鉄単独駅となる。
- 1970年（昭和45年）3月1日：近鉄四日市駅に改称。
- 1971年（昭和46年）
  - 4月1日：定期券専用自動改札機を設置[6]。
  - 12月8日：高架化工事開始により名古屋線 - 湯の山線の直通運転休止及び名古屋線の待避線撤去[7]。代替として阿倉川駅に待避線設置[8]。
- 1973年（昭和48年）
  - 3月11日：名古屋線上り線・湯の山線高架化[9]。
  - 10月11日：名古屋線下り線高架化[10]。
- 1974年（昭和49年）
  - 6月23日：下り線を新設した1番線・2番線に切替え、旧下り3番線を上り3番線として使用開始し、高架化完成[11]。
  - 6月29日：内部線ホーム移設。
- 1979年（昭和54年）6月28日：旧駅ビル跡に四日市近鉄ビル増築。
- 1992年（平成4年）9月24日：四日市近鉄ビル増築。
- 2007年（平成19年）4月1日：名古屋線・湯の山線においてPiTaPa使用開始。
- 2015年（平成27年）4月1日：内部線が四日市あすなろう鉄道に経営移管。同線の駅はあすなろう四日市駅として分離される。
- 2021年（令和3年）
  - 3月30日：「一般国道1号 近鉄四日市駅交通ターミナル整備事業」が新規事業化[12]。
  - 8月21日：内部線・八王子線においてICOCA使用開始[13][14]。

## 駅構造

### 近畿日本鉄道（近鉄四日市駅）
島式ホーム3面6線を持つ高架駅である。地上11階・地下1階の駅ビルに接続しており、2階が改札・コンコース、3階がホームとなっている。各階にはエレベーター、上りエスカレーターが設置されている。改札口は南北に各1ヶ所が設けられている。駅長が置かれ、名古屋線の川原町駅 - 楠駅間と、湯の山線の各駅を管理している。名古屋線ホームと２階コンコースには駅ナカコンビニが設置されている。名古屋線ホーム1・2番乗り場には喫煙室が設置されているが、新型コロナウイルスの感染対策のため2023年3月末まで使用停止措置が執られていた。湯の山線ホームには駅ナカコンビニはないが、菓子類などの自動販売機が設けられている。
名古屋線のホームは内側2線（2番線と3番線）を主本線、外側2線（1番線と4番線）を待避線としている。ホーム有効長は、1 - 4番線が停止位置目標で8両（ホームは10両分あるが、ホームに柵があり立ち入り禁止となっている）、5番線が6両、6番線が4両である。湯の山線ホームは分岐の関係上、伊勢中川寄りにずれて設置されている。

#### のりば
| のりば | 路線       | 方向 | 行先                                   | 備考             |
| ------ | ---------- | ---- | -------------------------------------- | ---------------- |
| 1・2   | E 名古屋線 | 下り | 大阪難波・伊勢中川・五十鈴川・賢島方面 | 一部4・5番のりば |
| 3・4   | E 名古屋線 | 上り | 近鉄名古屋方面                         | 一部5番のりば    |
| 5・6   | K 湯の山線 | 下り | 湯の山温泉方面                         |                  |

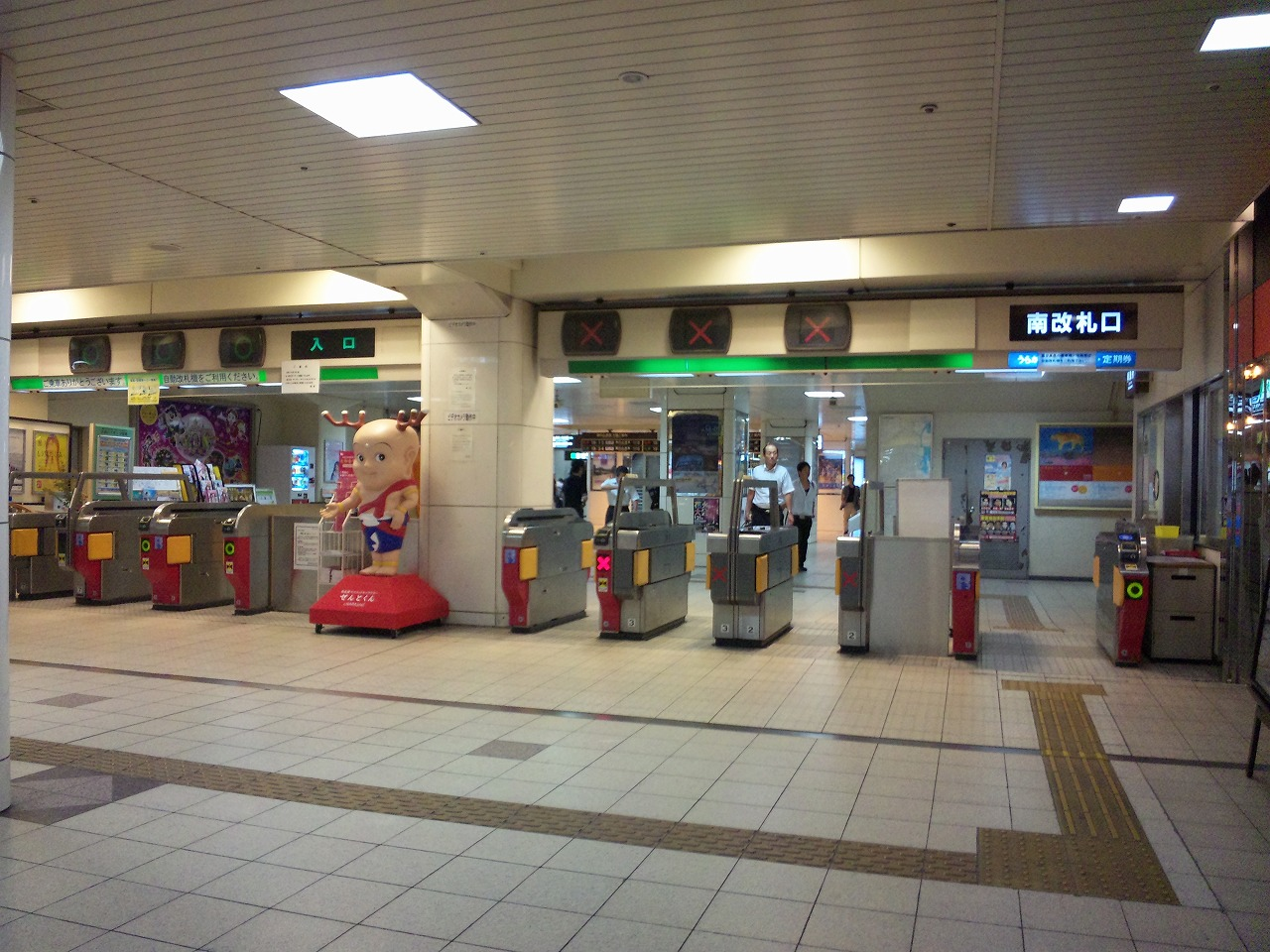
近鉄四日市駅南改札口
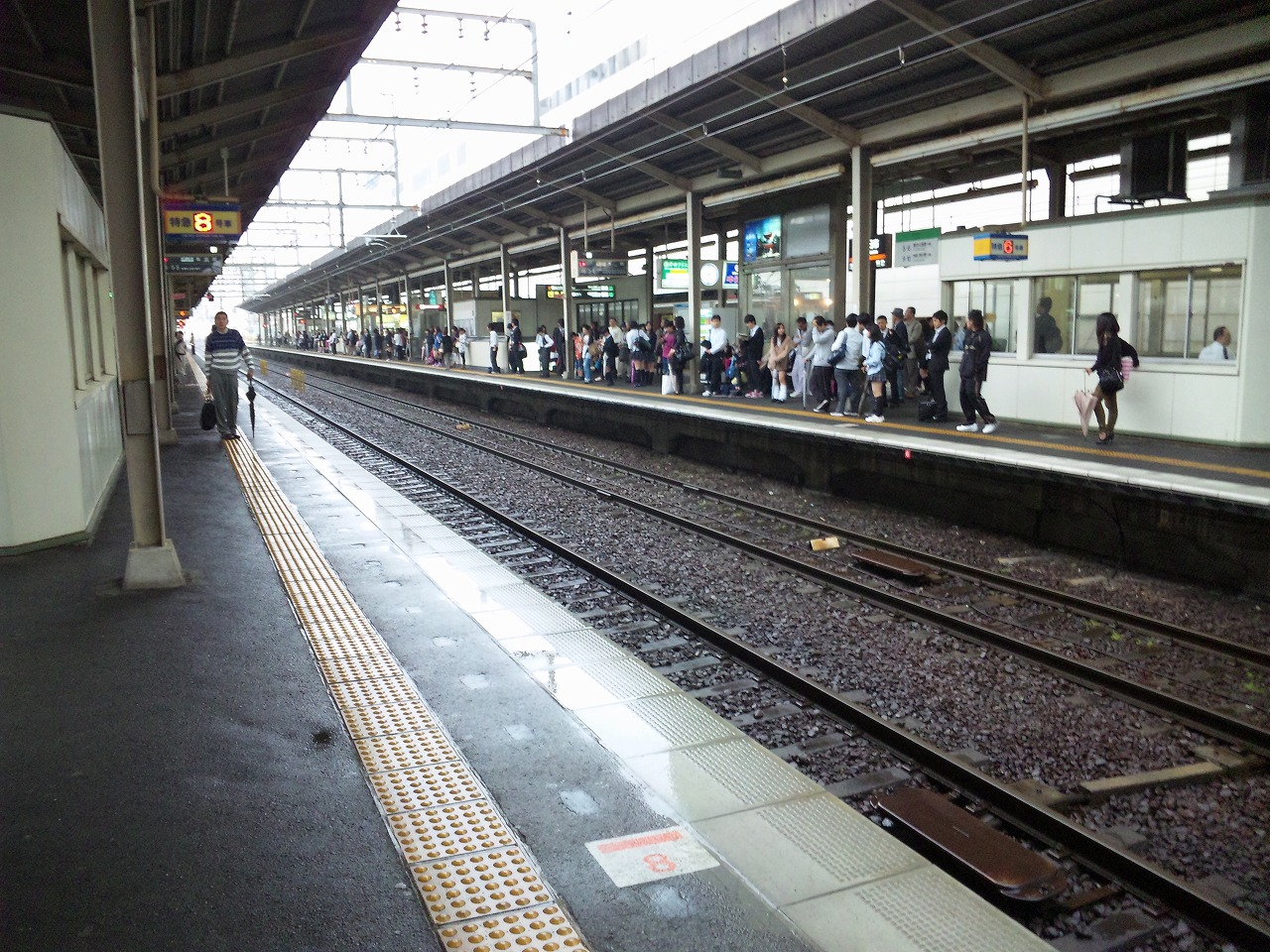
ホーム（2,3番のりば）

### 四日市あすなろう鉄道（あすなろう四日市駅）
島式ホーム1面2線を持つ地上駅で、湯の山線の高架下にある。あすなろう四日市駅の駅舎は近鉄四日市駅の駅舎とは独立しているため、乗り換えの際には一度改札から出場しなければならない（内部線を近鉄が運営していた時代も同様であった）。近鉄四日市駅の改札とは中央通りを挟んで反対側に位置しており、両者は歩道橋で結ばれている。改札口はホーム頭端部に位置する。ホームの有効長は3両。
近鉄時代には自動改札機と行燈式の発車標が設置されていたが、これらは四日市あすなろう鉄道転換時に撤去された。その後、2021年にはICOCA導入に伴い、IC改札機が設置されている。

#### のりば
ホーム番号は近鉄時代の名残であり、近鉄四日市駅にある引込線が7・8番線であったためである。
| のりば | 路線      | 行先       | 備考         |
| ------ | --------- | ---------- | ------------ |
| 9      | ■内部線   | 内部方面   | 一部西日野行 |
| 10     | ■八王子線 | 西日野方面 | 一部内部行   |

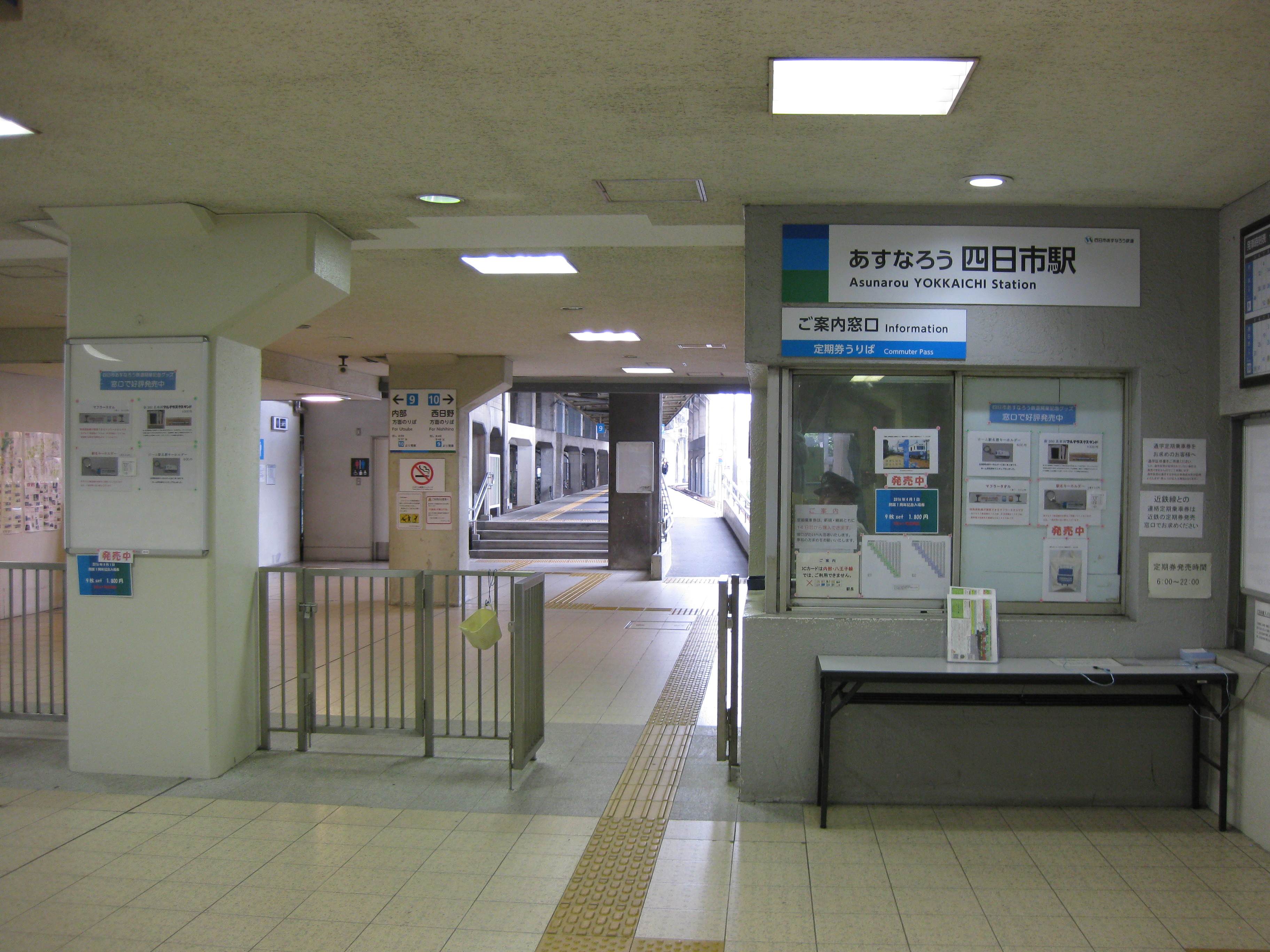
改札
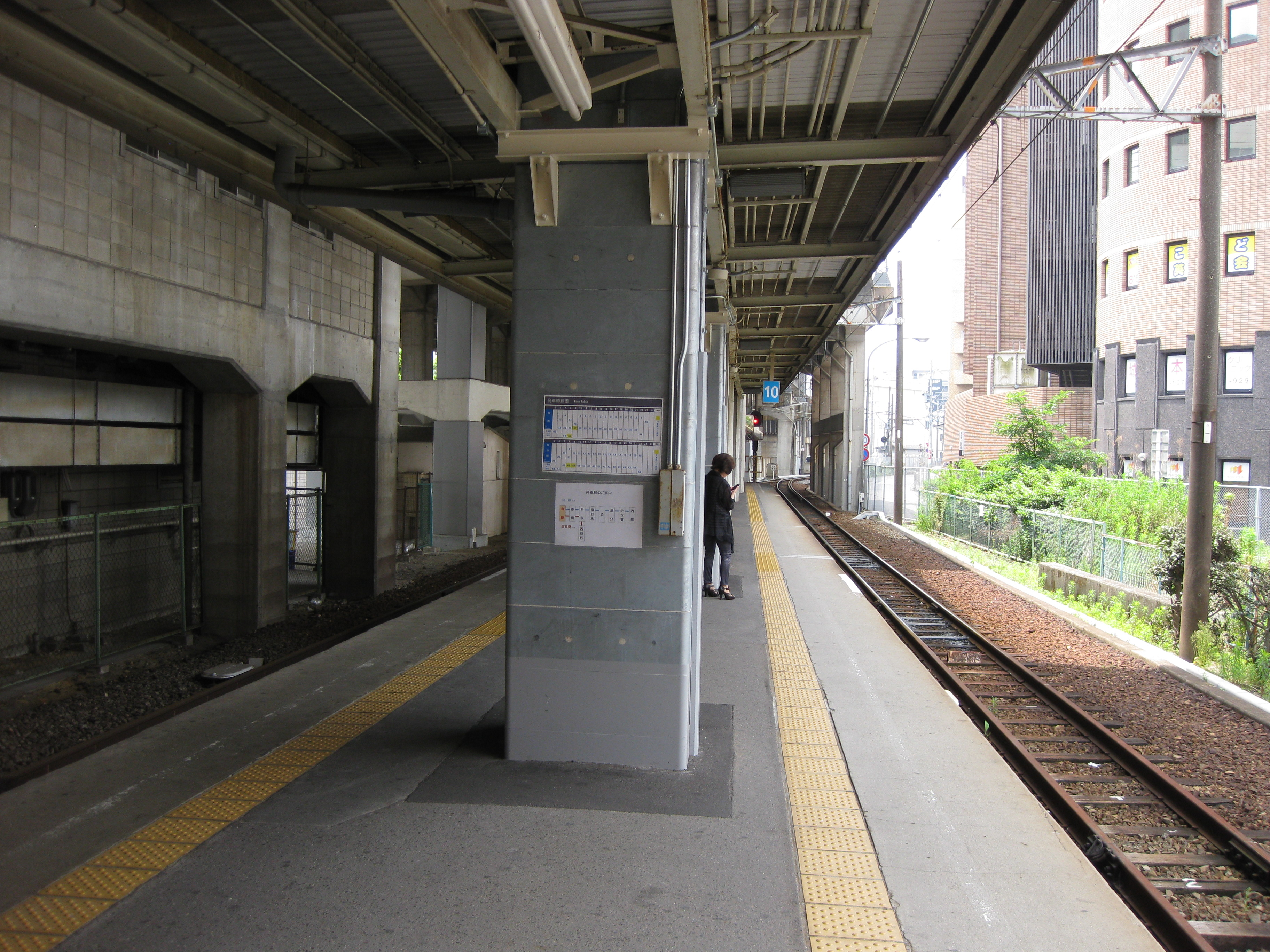
あすなろう四日市駅プラットホーム
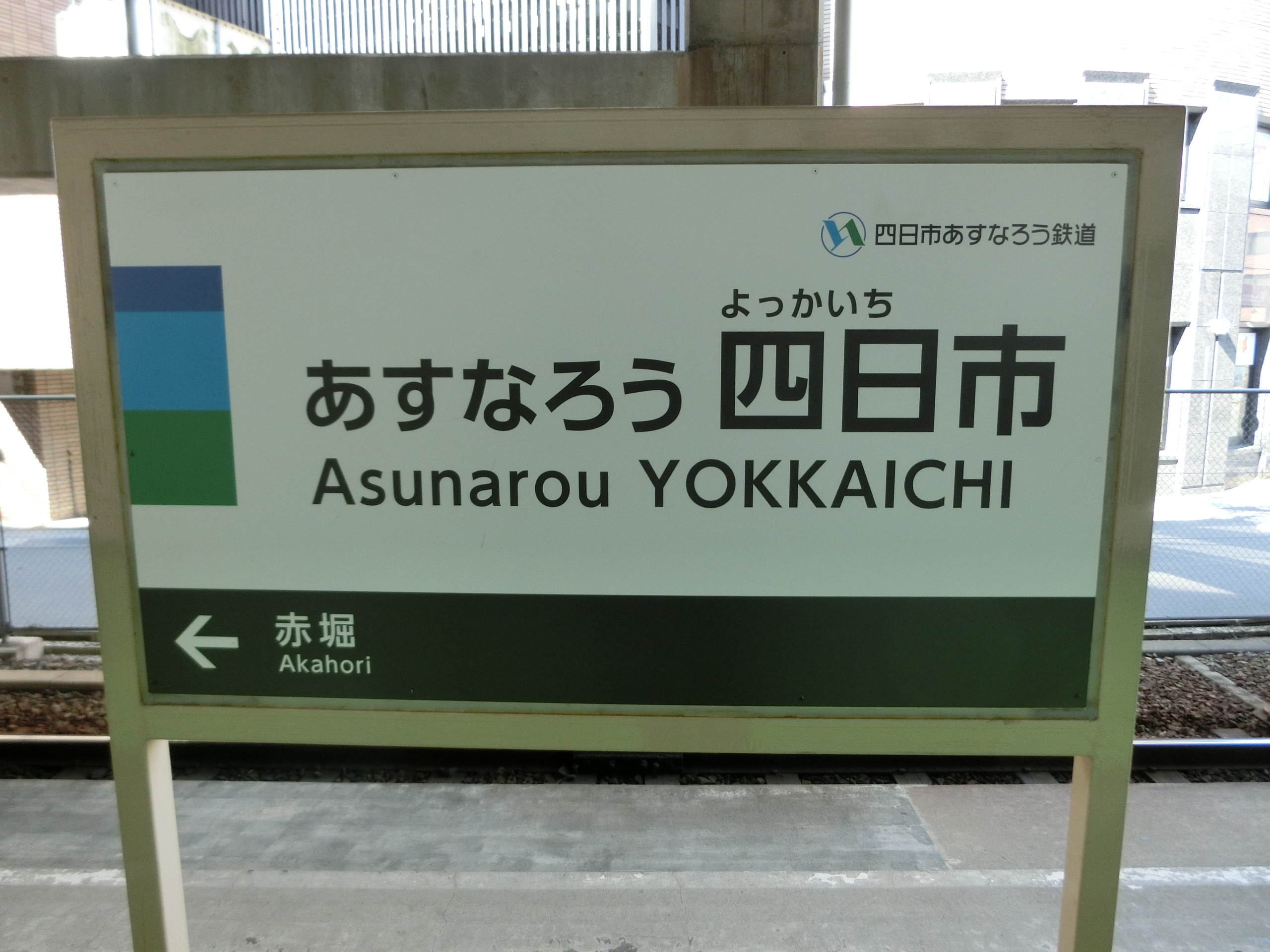
駅名標
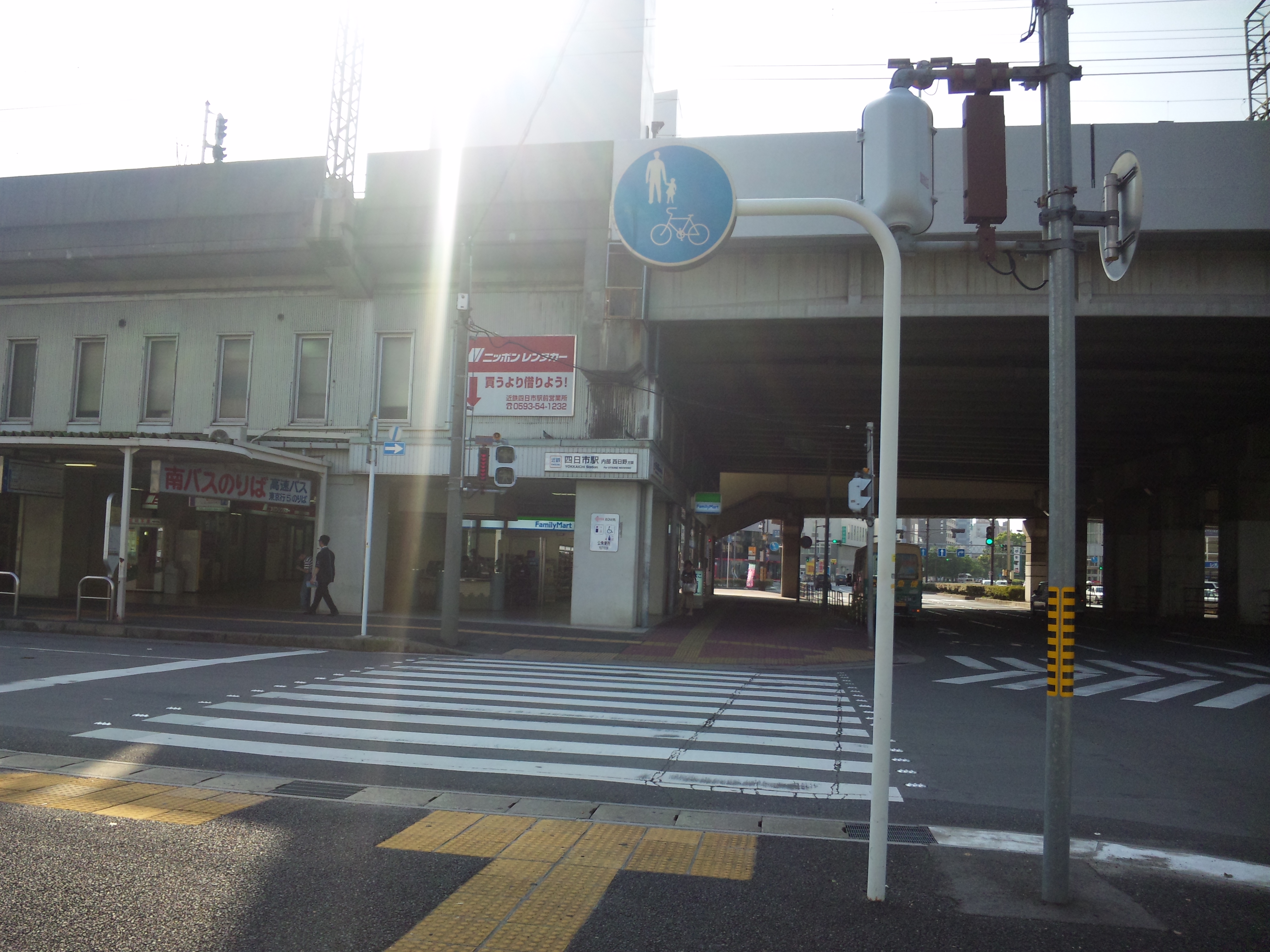
近鉄時代の内部線駅舎

### 配線図
| ← 近鉄名古屋方面 | 近鉄四日市駅・あすなろう四日市駅 構内配線略図 | → 伊勢中川方面 |
|                  | ↓ 湯の山温泉方面 内部・西日野方面↓            |                |
| 凡例 出典:       |                                               |                |

なお現在の三岐鉄道北勢線を含むこれらのナローゲージ線は、近鉄時代に制御車を含む新車が製造されて（内部・八王子線では1982年）一般的な電車と同じ運転方法になるまでは、電動車が付随車を牽引するという機関車列車のような方式で、各終着駅は電動車を反対方向に入れ換える事が可能な配線となっていた。だが当駅は改札側に車止めがあるため、反対への入換ができず（この配線構造になった時期は、三重電鉄時代に行われた湯の山線の1435mmへの改軌に伴って内部・八王子線が分離された時とみられる）、後述する少し変わった入換を行っていた。また、湯の山線が改軌されるまでは内部・八王子線と線路がつながっており、当駅経由での直通運転をしていた。
1. 一方のホームに、電動車が1両停まっている。
2. もう一方のホームに列車が到着し、電動車と付随車が切り離される。
3. 1.の電車が日永駅側から入れ換えて2.のホームに入り、2.が牽引してきた付随車と連結し、その編成が発車する。
4. 2.のホームに、1.と同じように電動車が1両残る。

つまり電動車は近鉄四日市駅で発着するたびに、相方の付随車をダンスパーティーのように交換し続けていた。運転系統は内部線方面と八王子線方面の2つなので、パターンダイヤが続いている間は、2線のホームをそれぞれ、内部線方面と八王子線方面で区別できるというメリットもあった。ただし電動車の性能や車両運行の関係上、電動車+付随車+電動車や電動車単行の編成も運転されており、この場合は車両を交換せずそのまま折り返していた。

## 停車列車

### 近畿日本鉄道
名古屋線
- 急行以下の定期営業列車および名阪乙特急、名伊乙特急と観光特急「しまかぜ」が停車しており、名阪甲特急「ひのとり」も大阪難波駅21時00分発、当駅22時47分着（土休日22時48分着）が停車する[22][23]。2025年2月22日のダイヤ改正から、平日朝の近鉄名古屋駅7時17分発（当駅7時48分着）と夜の大阪難波駅21時20分発（当駅23時03分着）の2本が追加された。この他の名阪甲特急「ひのとり」と名伊甲特急は全て通過する。

- 名古屋線では列車待避や緩急接続が頻繁に行われており、大多数の普通列車が名阪甲特急の待避と鳥羽、大阪方面行き特急および津新町・伊勢中川・宇治山田・五十鈴川・鳥羽行き急行と連絡[注釈 4]し、一部の普通は名伊甲特急・しまかぜ ・急行を連続で連絡および接続する[22][注釈 5]。四日市9時台 - 14台の毎時52分発の名古屋行き準急は48分発の特急・50分発の急行と接続する。本数は少ないものの、急行による特急待避や乙特急との緩急接続も設定されている[22]。
- 当駅発着の列車が多数設定されており、近鉄名古屋駅からの6両編成以外の準急は当駅までの設定であり、当駅始発の近鉄名古屋行き準急は近鉄蟹江駅までの各駅に停車する[22]。また、6両編成の準急は富吉駅発着で設定されている。また、6両編成の準急は伊勢方面発名古屋行き急行の折り返しや名古屋発伊勢方面行きの急行の送り込みで富吉検車区に出入庫させるための運転となる。
  - 名古屋方面へは、朝ラッシュには当駅発着の急行が、早朝や夜間を中心に近鉄名古屋駅から当駅終着の普通列車が設定されている[22]。2020年のダイヤ改正で、2012年のタイヤ改正より続いた日中の近鉄名古屋駅から当駅終着の急行列車がなくなり、2021年の7月3日のダイヤ変更で、近鉄名古屋駅を23:40に発車していた当駅終着の急行が準急に変わり、1960年代から続いた近鉄名古屋駅から当駅終着の急行は消滅した。
  - 伊勢中川方面へは、全時間帯で当駅始発の津新町行き普通列車が、ラッシュ時間帯以外に塩浜行き、朝と深夜に白塚行きの普通列車 が設定されており、平日朝には鈴鹿線平田町行き急行も1本のみ設定されている[22]。2012年ダイヤ変更までは休日にも当駅始発・到着の鈴鹿線直通急行が各1本設定されていた。
  - 時刻表上では当駅で準急と普通列車の連絡とされているが[22]、実際には大多数の準急が当駅で津新町行きないしは伊勢中川行き普通となり運行される[24][25]。本数は少ないが、当駅終着として運転された普通列車が行先変更の上で継続運転する列車もあり、平日朝7時台の鈴鹿線平田町行き急行は、当駅で普通列車から急行に種別変更する[24][25]。
- 当駅では車両の増結・解放も行われており、昼間時間帯以外に近鉄名古屋駅 - 当駅間を4両編成で走る準急は、当駅から伊勢中川方面行きの普通列車に種別変更する際に2両と2両に切り離される。
- 平日ダイヤの5:25発津新町行き普通列車と、土休日ダイヤ5:30発伊勢中川行き普通列車、6:47発津新町行き普通列車は、通常上り列車が使用する4番線から発車する[26]。
- 平日ダイヤの6:47発伊勢中川行き普通列車・7:41発津新町行き普通列車と、土休日ダイヤの6:30発近鉄名古屋行き準急の計3本は5番線から発車する[26]。

湯の山線
- 始発駅であり、通常は普通列車のみの運転である[22]。
- 日中（9時台 - 14時台）は約30分間隔で、それ以外の時間帯は約15分 - 20分間隔で発着している[22]。

### 四日市あすなろう鉄道
内部線
- 始発駅であり、普通列車のみの運転である[22]。
- 朝7時台から9時台までを除き、原則として内部行きと西日野行きが約30分間隔で交互に運転されており、日中以降は概ね毎時00分・30分発が内部行き、毎時13分・43分発が西日野行きとなっている[22]。

## 利用状況
「三重県統計書」によると、近年の1日平均乗車人員は以下の通り。近鉄の乗車人員の乗車人員は四日市あすなろう鉄道開業の2015年度以降、同社からの乗り換え人員を含んでいる。
| 年度   | 近鉄             | 四日市 あすなろう |
| 年度   | 1日平均 乗車人員 | 1日平均 乗車人員  |
| ------ | ---------------- | ----------------- |
| 1997年 | 26,355           | 未 開 業          |
| 1998年 | 25,920           | 未 開 業          |
| 1999年 | 24,892           | 未 開 業          |
| 2000年 | 24,345           | 未 開 業          |
| 2001年 | 23,467           | 未 開 業          |
| 2002年 | 22,006           | 未 開 業          |
| 2003年 | 21,693           | 未 開 業          |
| 2004年 | 21,375           | 未 開 業          |
| 2005年 | 21,658           | 未 開 業          |
| 2006年 | 21,909           | 未 開 業          |
| 2007年 | 21,797           | 未 開 業          |
| 2008年 | 21,642           | 未 開 業          |
| 2009年 | 20,727           | 未 開 業          |
| 2010年 | 20,633           | 未 開 業          |
| 2011年 | 20,720           | 未 開 業          |
| 2012年 | 21,103           | 未 開 業          |
| 2013年 | 21,686           | 未 開 業          |
| 2014年 | 21,620           | 未 開 業          |
| 2015年 | 23,920           | 4,005             |
| 2016年 | 25,118           | 3,821             |
| 2017年 | 23,915           | 3,650             |
| 2018年 | 24,236           | 3,597             |
| 2019年 | 24,163           | 3,594             |
| 2020年 | 18,198           | 2,979             |
| 2021年 | 19,031           | 3,136             |
| 2022年 | 21,091           | 3,470             |
| 2023年 | 22,065           | 3,580             |

### 近鉄

#### 当駅乗降人員
近年における当駅の1日乗降人員の調査結果は以下の通り。
| 調査日         | 一日 乗降人員 |
| -------------- | ------------- |
| 2005年11月8日  | 52,309        |
| 2008年11月18日 | 52,378        |
| 2010年11月9日  | 51,496        |
| 2012年11月13日 | 47,102        |
| 2015年11月10日 | 45,694        |
| 2018年11月13日 | 45,116        |
| 2021年11月9日  | 37,287        |
| 2022年11月8日  | 38,628        |
| 2023年11月7日  | 39,575        |
| 2024年11月12日 | 40,599        |

#### 利用状況
近鉄四日市駅の利用状況の変遷を下表に示す。表中、最高値を赤色で、最高値を記録した年度以降の最低値を青色で、最高値を記録した年度以前の最低値を緑色で表記している。
- 輸送実績（乗車人員）の単位は人/年度である。
- 乗降人員調査結果は任意の1日における値（単位：人）であり、調査日の天候・行事等の要因によって変動が大きい。

| 年度別利用状況（近鉄四日市駅） | 年度別利用状況（近鉄四日市駅）      | 年度別利用状況（近鉄四日市駅）      | 年度別利用状況（近鉄四日市駅）      | 年度別利用状況（近鉄四日市駅）      | 年度別利用状況（近鉄四日市駅） | 年度別利用状況（近鉄四日市駅） | 年度別利用状況（近鉄四日市駅） |
| 年 度 [年 度]                  | 当駅分輸送実績（乗車人員）[人/年度] | 当駅分輸送実績（乗車人員）[人/年度] | 当駅分輸送実績（乗車人員）[人/年度] | 当駅分輸送実績（乗車人員）[人/年度] | 乗降人員調査結果 [人/日]       | 乗降人員調査結果 [人/日]       | 特 記 事 項                    |
| ------------------------------ | ----------------------------------- | ----------------------------------- | ----------------------------------- | ----------------------------------- | ------------------------------ | ------------------------------ | ------------------------------ |
| 年 度 [年 度]                  | 通勤定期                            | 通学定期                            | 定期外                              | 合 計                               | 調査日                         | 調査結果                       | 特 記 事 項                    |
| 1956（昭和31）                 | 4,733,340                           | ←←←←                                | 3,432,887                           | 8,166,227                           |                                |                                |                                |
| 1957（昭和32）                 | 4,725,570                           | ←←←←                                | 2,978,860                           | 7,704,430                           |                                |                                |                                |
| 1958（昭和33）                 | 4,996,020                           | ←←←←                                | 2,832,196                           | 7,828,216                           |                                |                                |                                |
| 1959（昭和34）                 | 5,332,650                           | ←←←←                                | 2,871,755                           | 8,204,405                           |                                |                                |                                |
| 1960（昭和35）                 | 6,474,120                           | ←←←←                                | 3,469,899                           | 9,944,019                           |                                |                                |                                |
| 1961（昭和36）                 | 7,213,140                           | ←←←←                                | 3,837,319                           | 11,050,459                          |                                |                                |                                |
| 1962（昭和37）                 | 8,096,350                           | ←←←←                                | 4,217,232                           | 12,313,582                          |                                |                                |                                |
| 1963（昭和38）                 | 8,672,490                           | ←←←←                                | 4,328,385                           | 13,000,875                          |                                |                                |                                |
| 1964（昭和39）                 | 9,215,340                           | ←←←←                                | 4,404,756                           | 13,620,096                          |                                |                                |                                |
| 1965（昭和40）                 | 8,783,450                           | ←←←←                                | 5,440,299                           | 14,223,749                          |                                |                                |                                |
| 1966（昭和41）                 | 8,797,500                           | ←←←←                                | 5,300,051                           | 14,097,551                          |                                |                                |                                |
| 1967（昭和42）                 | 8,848,260                           | ←←←←                                | 5,358,240                           | 14,206,500                          |                                |                                |                                |
| 1968（昭和43）                 | 8,563,290                           | ←←←←                                | 5,584,182                           | 14,147,472                          |                                |                                |                                |
| 1969（昭和44）                 | 8,535,210                           | ←←←←                                | 5,759,268                           | 14,294,478                          |                                |                                |                                |
| 1970（昭和45）                 | 8,291,820                           | ←←←←                                | 5,806,833                           | 14,098,653                          |                                |                                |                                |
| 1971（昭和46）                 | 8,220,390                           | ←←←←                                | 5,640,227                           | 13,860,617                          |                                |                                |                                |
| 1972（昭和47）                 | 8,036,490                           | ←←←←                                | 5,654,569                           | 13,691,059                          |                                |                                |                                |
| 1973（昭和48）                 | 7,748,850                           | ←←←←                                | 5,603,234                           | 13,352,084                          |                                |                                |                                |
| 1974（昭和49）                 | 7,922,580                           | ←←←←                                | 5,551,376                           | 13,473,956                          |                                |                                |                                |
| 1975（昭和50）                 | 7,986,960                           | ←←←←                                | 5,524,978                           | 13,511,938                          |                                |                                |                                |
| 1976（昭和51）                 | 7,356,810                           | ←←←←                                | 5,041,978                           | 12,398,788                          |                                |                                |                                |
| 1977（昭和52）                 | 7,225,860                           | ←←←←                                | 4,963,456                           | 12,189,316                          |                                |                                |                                |
| 1978（昭和53）                 | 7,074,850                           | ←←←←                                | 4,957,904                           | 12,032,754                          |                                |                                |                                |
| 1979（昭和54）                 | 7,044,180                           | ←←←←                                | 5,012,687                           | 12,056,867                          |                                |                                |                                |
| 1980（昭和55）                 | 7,037,370                           | ←←←←                                | 5,062,925                           | 12,100,295                          |                                |                                |                                |
| 1981（昭和56）                 | 7,052,940                           | ←←←←                                | 4,995,573                           | 12,048,513                          |                                |                                |                                |
| 1982（昭和57）                 | 6,805,770                           | ←←←←                                | 5,010,461                           | 11,816,231                          | 11月16日                       | 69,302                         |                                |
| 1983（昭和58）                 | 6,662,100                           | ←←←←                                | 4,941,369                           | 11,603,469                          | 11月8日                        | 74,040                         |                                |
| 1984（昭和59）                 | 6,420,330                           | ←←←←                                | 4,713,167                           | 11,133,497                          | 11月6日                        | 72,237                         |                                |
| 1985（昭和60）                 | 6,295,560                           | ←←←←                                | 4,681,254                           | 10,976,814                          | 11月12日                       | 67,657                         |                                |
| 1986（昭和61）                 | 6,245,250                           | ←←←←                                | 4,773,341                           | 11,018,591                          | 11月11日                       | 69,384                         |                                |
| 1987（昭和62）                 | 6,218,610                           | ←←←←                                | 4,618,455                           | 10,837,065                          | 11月10日                       | 70,088                         |                                |
| 1988（昭和63）                 | 6,275,280                           | ←←←←                                | 4,711,638                           | 10,986,918                          | 11月8日                        | 70,230                         |                                |
| 1989（平成元）                 | 6,303,210                           | ←←←←                                | 4,703,103                           | 11,006,313                          | 11月14日                       | 70,672                         |                                |
| 1990（平成2）                  | 6,363,240                           | ←←←←                                | 4,721,532                           | 11,084,772                          | 11月6日                        | 69,870                         |                                |
| 1991（平成3）                  | 6,539,160                           | ←←←←                                | 4,920,263                           | 11,459,423                          |                                |                                |                                |
| 1992（平成4）                  | 6,587,730                           | ←←←←                                | 4,967,915                           | 11,555,645                          | 11月10日                       | 69,826                         |                                |
| 1993（平成5）                  | 6,416,520                           | ←←←←                                | 4,882,153                           | 11,298,673                          |                                |                                |                                |
| 1994（平成6）                  | 6,146,220                           | ←←←←                                | 4,739,260                           | 10,885,480                          |                                |                                |                                |
| 1995（平成7）                  | 6,066,330                           | ←←←←                                | 4,738,116                           | 10,804,446                          | 12月5日                        | 68,798                         |                                |
| 1996（平成8）                  | 5,783,220                           | ←←←←                                | 4,600,436                           | 10,383,656                          |                                |                                |                                |
| 1997（平成9）                  | 5,449,440                           | ←←←←                                | 4,352,730                           | 9,802,170                           |                                |                                |                                |
| 1998（平成10）                 | 5,280,840                           | ←←←←                                | 4,179,985                           | 9,460,825                           |                                |                                |                                |
| 1999（平成11）                 | 5,046,960                           | ←←←←                                | 4,063,437                           | 9,110,397                           |                                |                                |                                |
| 2000（平成12）                 | 4,859,370                           | ←←←←                                | 4,026,573                           | 8,885,943                           |                                |                                |                                |
| 2001（平成13）                 | 4,591,350                           | ←←←←                                | 3,974,247                           | 8,565,597                           |                                |                                |                                |
| 2002（平成14）                 | 4,284,900                           | ←←←←                                | 3,747,268                           | 8,032,168                           |                                |                                |                                |
| 2003（平成15）                 | 4,267,380                           | ←←←←                                | 3,672,428                           | 7,939,808                           |                                |                                |                                |
| 2004（平成16）                 | 4,232,010                           | ←←←←                                | 3,569,965                           | 7,801,975                           |                                |                                |                                |
| 2005（平成17）                 | 4,266,030                           | ←←←←                                | 3,639,276                           | 7,905,306                           | 11月8日                        | 52,309                         |                                |
| 2006（平成18）                 | 4,330,680                           | ←←←←                                | 3,666,103                           | 7,996,783                           |                                |                                |                                |
| 2007（平成19）                 | 4,309,440                           | ←←←←                                | 3,668,117                           | 7,977,557                           |                                |                                |                                |
| 2008（平成20）                 | 4,284,750                           | ←←←←                                | 3,614,649                           | 7,899,399                           | 11月18日                       | 52,378                         |                                |
| 2009（平成21）                 | 4,156,140                           | ←←←←                                | 3,409,082                           | 7,565,222                           |                                |                                |                                |
| 2010（平成22）                 | 4,097,730                           | ←←←←                                | 3,433,433                           | 7,531,163                           | 11月9日                        | 51,496                         |                                |
| 2011（平成23）                 | 4,104,060                           | ←←←←                                | 3,479,503                           | 7,583,563                           |                                |                                |                                |
| 2012（平成24）                 | 4,139,850                           | ←←←←                                | 3,562,790                           | 7,702,640                           | 11月13日                       | 47,102                         |                                |
| 2013（平成25）                 | 4,278,630                           | ←←←←                                | 3,636,780                           | 7,915,410                           |                                |                                |                                |
| 2014（平成26）                 |                                     |                                     |                                     |                                     |                                |                                |                                |

## 駅周辺
四日市の中心市街地に位置する。駅中に近鉄百貨店が位置し、東側に古くからの繁華街である諏訪地区、西側に再開発されたトナリエ四日市がある。両地区はふれあいモールが接続しており、ふれあいモールは2010年から14年連続で県内路線価が最高額となっている。
公共・文化施設
- 四日市市役所
- 四日市市中部地区市民センター
- 四日市市市民窓口サービスセンター
- 四日市公害と環境未来館
- 四日市市立博物館
- 四日市市文化会館
- 四日市市立図書館
- 澄懐堂美術館
- 四日市郵便局
- じばさん三重

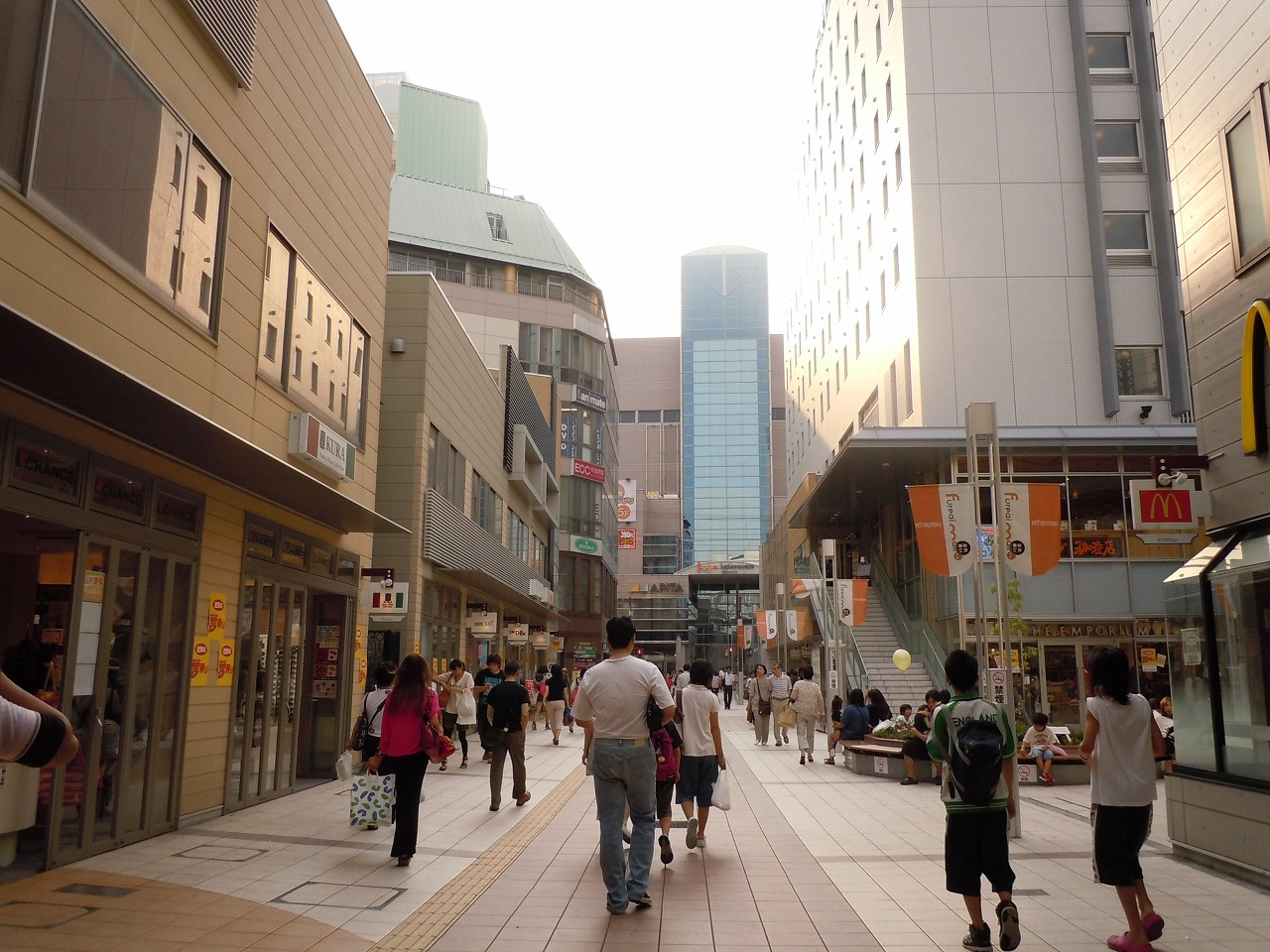
近鉄四日市駅前ふれあいモール

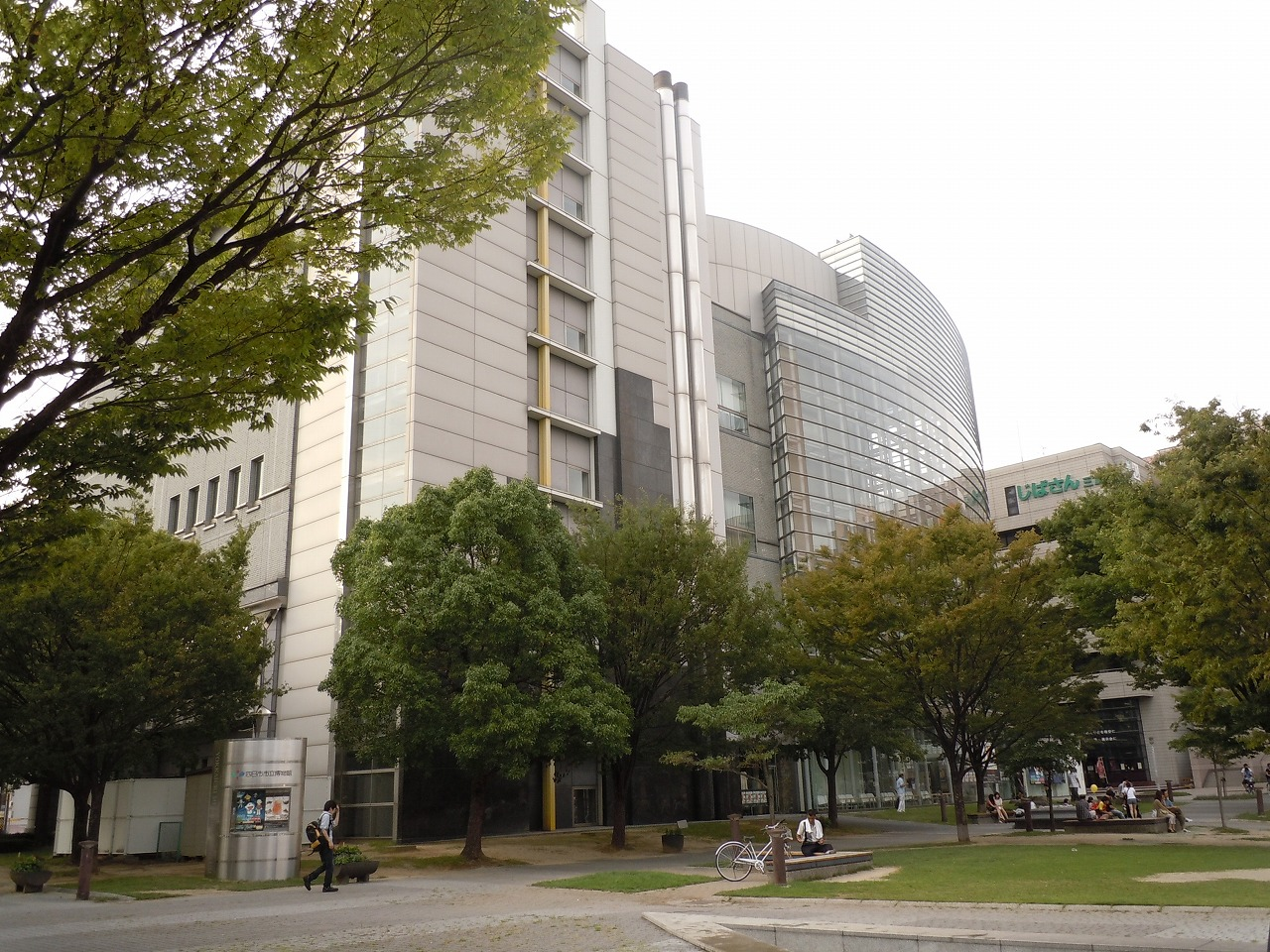
四日市市立博物館

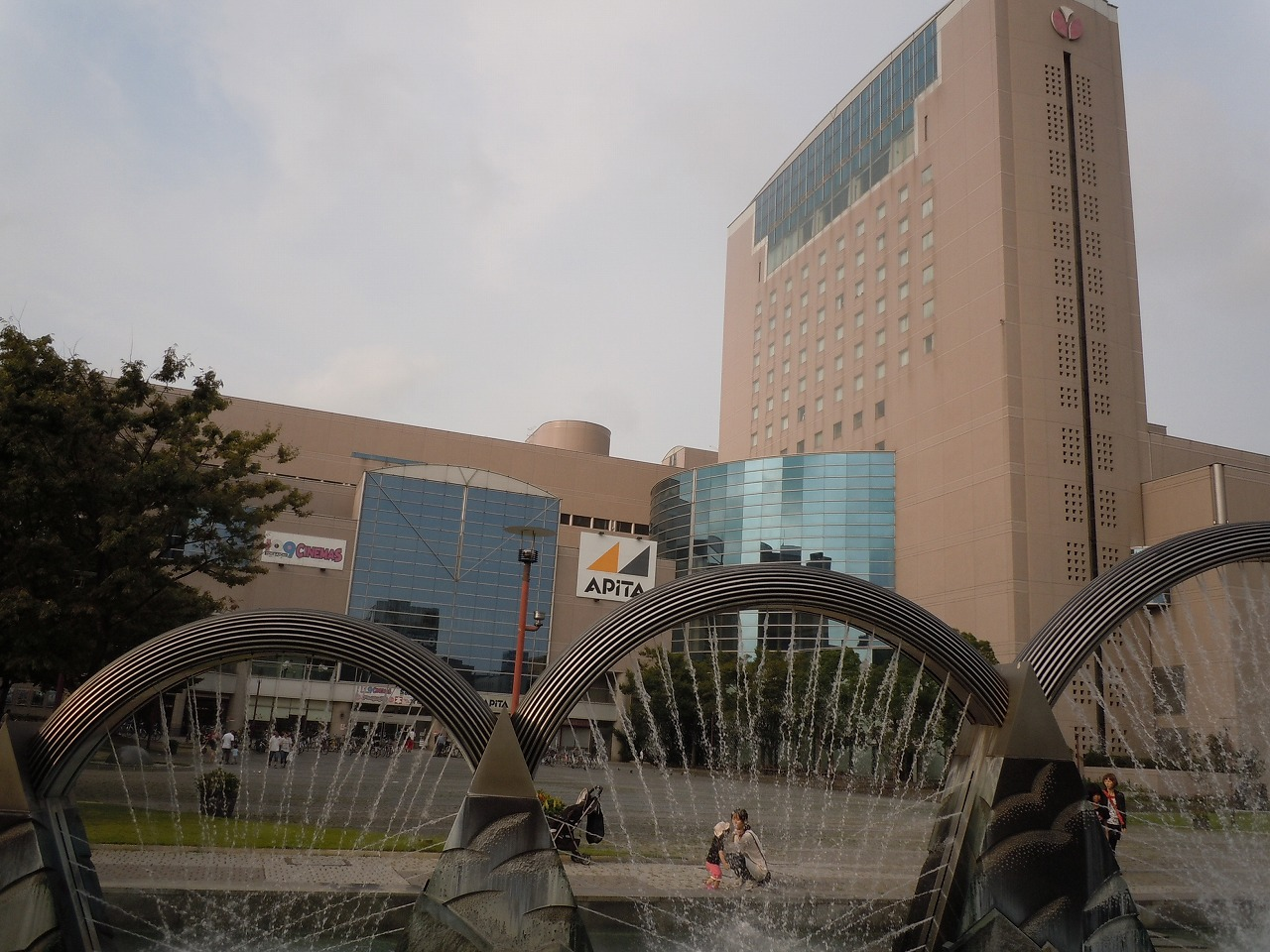
トナリエ四日市、四日市都ホテル

- 中央通り- JR四日市駅前から延びる目抜き通り。読売新聞社選定の「新・日本街路樹100景」（1994年）のひとつ[30]。

宿泊施設
- 都ホテル 四日市
- 三交イン四日市駅前
- レオパレスホテル四日市
- コンフォートホテル四日市
- スーパーホテル四日市駅前
- 四日市シティホテルアネックス

商業施設
- 近鉄百貨店四日市店 - 駅ビル
- トナリエ四日市
  - アピタ四日市店
  - 109シネマズ四日市
  - 宮脇書店四日市本店
  - プレビトナリエ四日市店
  - セリアトナリエ四日市店
  - コジマ×ビックカメラ トナリエ四日市店
- ふれあいモール（近鉄高架下周辺）
  - グルメパーク（飲食）、ファッションストリート（ファッション）
- 四日市一番街
- 四日市二番街
- 四日市三番街
- アニメイト四日市店
- アミカ 四日市店

学校施設
- 古川学園向陽台高校
- 大橋学園高等専修学校
- ユマニテク短期大学

企業施設
- 近畿日本鉄道名古屋輸送統括部（旧・名古屋営業局）
- 住友電装本社

金融機関
- 三十三銀行本店営業部
- 三十三銀行四日市駅前支店
- みずほ銀行四日市支店
- 桑名三重信用金庫四日市西支店
- 三菱UFJ銀行四日市支店
- 滋賀銀行四日市支店
- 百五銀行四日市西支店
- あいち銀行四日市支店
- あいち銀行四日市中央支店・上野支店・桔梗が丘支店・鈴鹿支店・富田中央支店・名張支店
- 三井住友信託銀行四日市支店

史跡・公園施設
- 鵜の森公園付近の鵜森神社及び浜田城跡
- 諏訪神社・諏訪公園

## バス路線

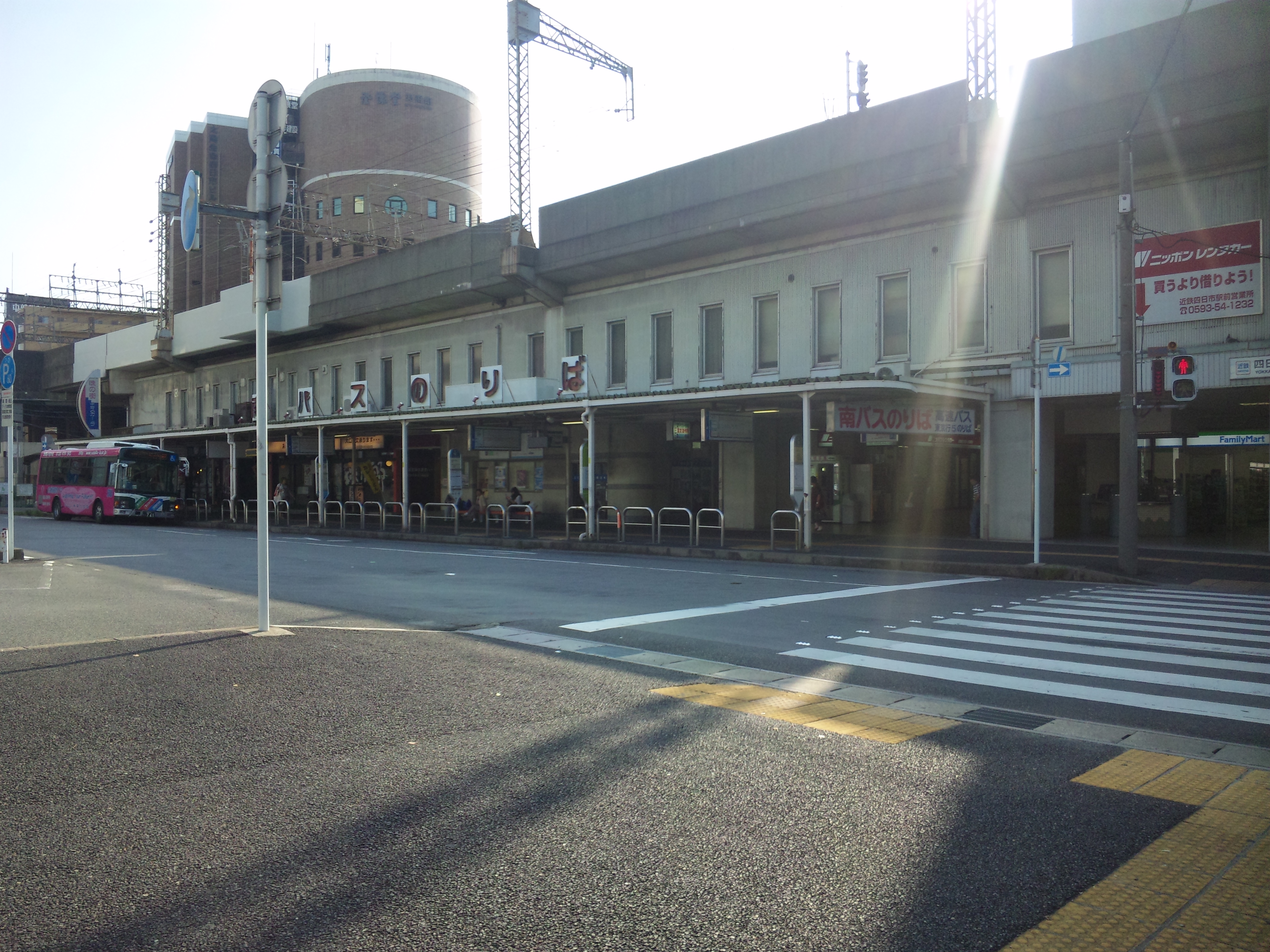
南バスのりば

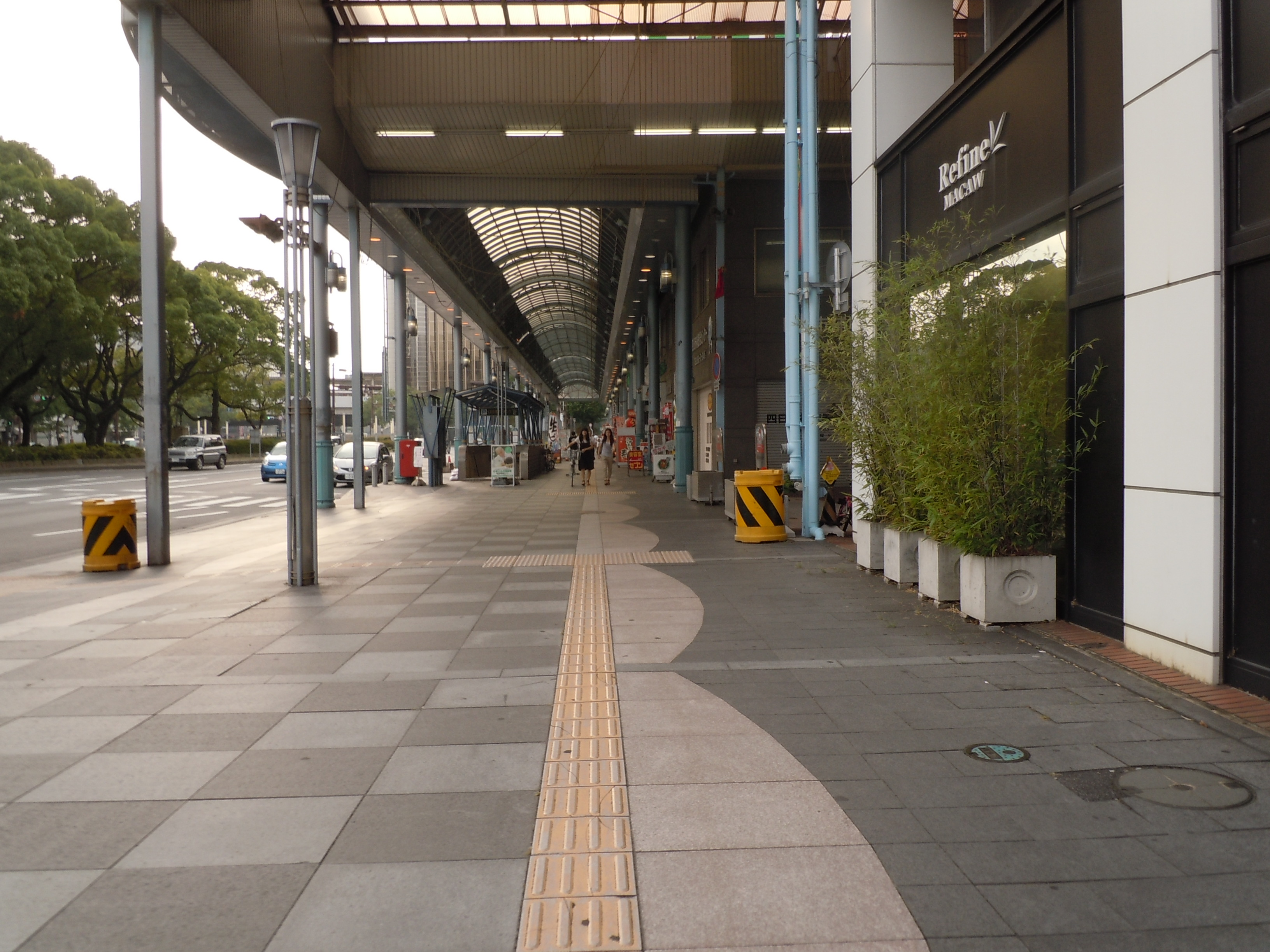
東バスのりば

駅構内バス乗り場は西、東、南のりばの3地区あり、その他構外にも乗り場がある。大半の路線は近鉄グループの三重交通が運行する。三重交通の停留所名は駅名と同じ「近鉄四日市」であり、「駅」や出口名称が付かない。
工事に伴い、2024年1月31日から南のりばが閉鎖・移動されている。
また2025年7月22日から西のりばの一部が工事のため閉鎖・移動される。

### 西のりば
高速バス
| 乗場 | 系統                                          | 主要経由地 | 行先                             | 運行会社              | 備考                                                                     |
| ---- | --------------------------------------------- | ---------- | -------------------------------- | --------------------- | ------------------------------------------------------------------------ |
| 0    | 四日市中部国際空港線                          |            | 中部国際空港                     | 三重交通              | 2024年4月1日から運行休止                                                 |
| 0    | 三重京都高速線                                | 土山       | 京都駅（八条口）                 | 三重交通 京阪バス     |                                                                          |
| 0    | 四日市ライナー大阪号 ナガシマリゾートライナー | 大阪駅     | ユニバーサル・スタジオ・ジャパン | 三重交通 西日本JRバス | 三重交通は2024年4月1日から運行休止 西日本JRバスは2024年3月31日限りで廃止 |

一般路線バス
| 乗場 | 系統 | 主要経由地                                     | 行先                     | 運行会社             | 備考                                     |
| ---- | ---- | ---------------------------------------------- | ------------------------ | -------------------- | ---------------------------------------- |
| 1    | 41   | 日永カヨー前、公団住宅前                       | 笹川団地                 | 三重交通             |                                          |
| 1    | 41   | 日永カヨー前、公団住宅前、笹川団地             | 笹川ジャブ               | 三重交通             |                                          |
| 1    | 41   | 日永カヨー前、公団住宅前                       | 笹川テニス場             | 三重交通             |                                          |
| 3    | 44   | 大井手、美里ケ丘、三重団地、赤水、あがたハイツ | ファムタウン四日市上海老 | 三重交通             | 西２のりばから移動 （2025年7月22日から） |
| 3    | 44   | 大井手、美里ケ丘、三重団地、赤水、あがたハイツ | 四日市消化器病センター   | 三重交通             | 西２のりばから移動 （2025年7月22日から） |
| 3    | 44   | 大井手、美里ケ丘、三重団地、赤水               | あがたハイツ             | 三重交通             | 西２のりばから移動 （2025年7月22日から） |
| 3    | 75   | イオン尾平店、神前大日山                       | 近鉄高角駅               | 四日市市自主運行バス | 西２のりばから移動 （2025年7月22日から） |
| 3    | 80   | 城東町、松本駅前、桜台二丁目                   | 桜花台                   | 三重交通             |                                          |
| 3    | 80   | 城東町、松本駅前、桜台二丁目、桜花台           | 桜リサーチパーク         | 三重交通             | 1日1本                                   |
| 3    | 03   | 城東町、松本駅前（桜花台団地内通らず）         | 桜リサーチパーク         | 三重交通             | 1日1本                                   |
| 3    | 04   | 中川原駅前、松本駅前、かわしま園               | 悠彩の里                 | 三重交通             |                                          |
| 3    | 71   | 末永橋、生桑道、赤水                           | 福王山                   | 三重交通             | 駅高架下から移動 （2025年7月22日から）   |

※ 駅高架下に移動（2025年7月22日から）
| 乗場 | 系統 | 主要経由地     | 行先     | 運行会社 | 備考 |
| ---- | ---- | -------------- | -------- | -------- | ---- |
| 2    | 46   | 大井手、生桑道 | 三重団地 | 三重交通 |      |

### 南のりば
※ 駅高架下に移動（2024年1月31日から）
高速バス
| 乗場   | 系統           | 主要経由地 | 行先               | 運行会社                               | 備考 |
| ------ | -------------- | ---------- | ------------------ | -------------------------------------- | ---- |
|        | 高速鳥羽大宮線 | 立川       | 東京（池袋）・大宮 | 三重交通 三交伊勢志摩交通 西武観光バス | 夜行 |
| 横浜   | 高速鳥羽大宮線 |            | 東京（池袋）・大宮 | 三重交通 三交伊勢志摩交通 西武観光バス | 夜行 |
| いが号 | 三重交通       |            | 東京（池袋）・大宮 |                                        | 夜行 |

一般路線バス
| 乗場 | 系統                                     | 主要経由地                         | 行先                 | 運行会社 | 備考                   |
| ---- | ---------------------------------------- | ---------------------------------- | -------------------- | -------- | ---------------------- |
| 5    |                                          | みたき総合病院前、坂部ヶ丘、大沢台 | 山城駅前             | 三岐鉄道 |                        |
| 5    | 暁学園前駅前                             | みたき総合病院前、坂部ヶ丘、大沢台 | 平日朝運転           | 三岐鉄道 |                        |
| 5    | みたき総合病院前、坂部ヶ丘、四日市大学前 | 山城駅前                           |                      | 三岐鉄道 |                        |
| 5    | 末永、坂部ヶ丘、大沢台                   | 山城駅前                           |                      | 三岐鉄道 |                        |
| 5    |                                          | 四日市大学前                       | 平日朝運転           | 三岐鉄道 |                        |
| 5    | 01,12,90, 91,94                          |                                    | 市立病院             | 三重交通 | 土日祝は12、94系統のみ |
| 5    | 95、99                                   | 赤堀                               | ガーデンタウン東日野 | 三重交通 | 土日祝は05、99系統     |

※ 東バスのりば先に移動（2024年1月31日から）
| 乗場 | 系統 | 主要経由地                           | 行先                 | 運行会社 | 備考       |
| ---- | ---- | ------------------------------------ | -------------------- | -------- | ---------- |
| 6    | 61   | 室山、高花平、水沢本町               | 宮妻口               | 三重交通 |            |
| 6    | 62   | 室山、高花平、水沢本町               | 椿大神社             | 三重交通 |            |
| 6    | 63   | 室山、高花平                         | 小山田病院           | 三重交通 |            |
| 6    |      |                                      | 四郷高校             | 三重交通 | 平日朝運転 |
| 7    | 43   | 日永カヨー前、泊駅口、泊山           | 県立総合医療センター | 三重交通 | 平日のみ   |
| 7    | 43   | 日永カヨー前、泊駅口、白鬚神社       | 県立総合医療センター | 三重交通 | 平日のみ   |
| 7    | 53   | 日永カヨー前、内部駅前、佐々木記念館 | 平田町駅前           | 三重交通 |            |

### 東のりば
一般路線バス
| 乗場 | 系統                  | 主要経由地                                        | 行先             | 運行会社 | 備考                           |
| ---- | --------------------- | ------------------------------------------------- | ---------------- | -------- | ------------------------------ |
| 10   | 13,61,62,63, 64,71,97 |                                                   | JR四日市         | 三重交通 | 土日祝は61、62、63、71系統のみ |
| 10   | 95                    | JR四日市、千歳町                                  | 四日市港         | 三重交通 | 平日朝運転                     |
| 11   | 01                    | 中町、東新町                                      | JR四日市         | 三重交通 | 土日祝は05系統                 |
| 11   | 91,99                 | 中町、東新町、千歳町                              | 四日市港         | 三重交通 | 土日祝は99系統のみ             |
| 11   | 90,98                 | 中町、東新町、曙町                                | 四日市港         | 三重交通 | 土日祝は99系統のみ             |
| 12   | 11                    | 阿倉川駅前、小杉、Jヒルズ                         | キオクシア正門前 | 三重交通 |                                |
| 12   | 11                    | 阿倉川駅前、小杉、Jヒルズ、キオクシア正門前       | キオクシア東門前 | 三重交通 |                                |
| 12   | 11                    | 阿倉川駅前、小杉                                  | Jヒルズ          | 三重交通 |                                |
| 12   | 12                    | 四日市羽津医療センター                            | Jヒルズ          | 三重交通 |                                |
| 12   | 12                    | 四日市羽津医療センター、Jヒルズ、キオクシア正門前 | 垂坂駐車場       | 三重交通 |                                |
| 12   | 12                    | 四日市羽津医療センター、Jヒルズ、キオクシア正門前 | キオクシア東門前 | 三重交通 |                                |
| 12   | 12                    | 四日市羽津医療センター、Jヒルズ、キオクシア正門前 | 四日市大学       | 三重交通 | 一部キオクシア東門前経由       |
| 12   | 12                    | 四日市羽津医療センター、Jヒルズ                   | キオクシア正門前 | 三重交通 | 平日朝運転                     |
| 12   | 13                    | 四日市羽津医療センター、キオクシア正門前          | キオクシア東門前 | 三重交通 | 急行、平日朝運転               |
| 12   | 13                    | 四日市羽津医療センター、キオクシア正門前          | 垂坂駐車場       | 三重交通 | 急行、平日朝運転               |
| 12   | 14                    | 堀木橋、キオクシア正門前                          | キオクシア東門前 | 三重交通 | 特急、平日朝運転               |
| 14   | 71                    |                                                   | メリノール前     | 三重交通 | 平日朝運転                     |

### 四日市市民公園前
高速バス
すべて高速ツアーバスから転換した路線（新高速路線バス）。
| 乗場                 | 系統               | 主要経由地        | 行先                     | 運行会社                    | 備考 |
| -------------------- | ------------------ | ----------------- | ------------------------ | --------------------------- | ---- |
|                      | WILLER EXPRESS     | 東京（新宿）      | 横浜                     | WILLER EXPRESS STAR EXPRESS | 夜行 |
|                      | WILLER EXPRESS     | 大阪（梅田・USJ） |                          | WILLER EXPRESS STAR EXPRESS | 夜行 |
| JAMJAMライナー       | 横浜・東京（新宿） | TDL               | ジャムジャムエクスプレス |                             | 夜行 |
| コトバスエクスプレス | 徳島・高松         | 琴平              | 琴平バス                 | 夜行 松山行、高知行に連絡   |      |

### 近鉄四日市駅交通ターミナル整備事業
近鉄四日市駅の東西南の3箇所に分散するバス停を1箇所に集約し、利用者の安全性及び利便性を確保するため、行政・交通事業者及び周辺まちづくりと連携し、中部圏で初めての「バスタプロジェクト」として整備が進められていく。2021年3月31日に令和3年度新規事業化された。

## 隣の駅
近畿日本鉄道
E 名古屋線
- □特急停車駅

■急行
近鉄富田駅 (E17) - 近鉄四日市駅 (E21) - 塩浜駅 (E24)
■準急
川原町駅 (E20) - 近鉄四日市駅 (E21)
■普通
川原町駅 (E20) - 近鉄四日市駅 (E21) - 新正駅 (E22)
K 湯の山線
■普通
近鉄四日市駅 (K21) - 中川原駅 (K22)
四日市あすなろう鉄道
■普通（■内部線・■八王子線）
あすなろう四日市駅 - 赤堀駅

### かつて存在した路線
近畿日本鉄道
名古屋線（旧線）
四日市駅 - 諏訪駅 - 西町駅